# Santiago Salazar
Santiago Roberto Salazar Peña (Lima, 2 de novembro de 1975) é um ex-futebolista profissional peruano que atuava como defensor.

## Carreira
Santiago Salazar fez parte do elenco da Seleção Peruana de Futebol da Copa América de 2001.[carece de fontes?]